# Parastasia sumbawana
Parastasia sumbawana är en skalbaggsart som beskrevs av Ohaus 1898. Parastasia sumbawana ingår i släktet Parastasia och familjen Rutelidae. Inga underarter finns listade i Catalogue of Life.